# Sheller en solitaire
Albums de William Sheller
Ailleurs
(1989) Albion
(1994)
Singles
1. Un homme heureux
Sortie : 1991

Sheller en solitaire est le 3e album live de William Sheller sorti en 1991 chez Philips. 
La particularité de cet album est qu'il fut enregistré dans un studio - en l'occurrence le studio Davout où Sheller interprète les titres devant un petit public de 200 personnes. 
De cet album réputé « invendable », à contre-courant du paysage musical du moment, qui obtient un succès commercial (il sera certifié disque de platine pour 300 000 exemplaires vendus), on retient surtout Un homme heureux, le seul titre inédit de l'album (constitué par ailleurs de reprises des grands classiques de Sheller) et qui fut consacré « meilleure chanson de l'année » aux Victoires de la musique de même que l'album, qui fut récompensé dans la catégorie « meilleur album de l'année » en 1992.

## Titres
| 1.    | Symphoman                        | 5:39 |
| 2.    | Maman est folle                  | 2:03 |
| 3.    | Basket-ball                      | 5:06 |
| 4.    | Genève                           | 3:53 |
| 5.    | Les mots qui viennent tout bas   | 3:03 |
| 6.    | Les miroirs dans la boue         | 4:08 |
| 7.    | Un endroit pour vivre            | 4:02 |
| 8.    | Fier et fou de vous              | 2:57 |
| 9.    | Nicolas                          | 3:12 |
| 10.   | Oh ! J'cours tout seul           | 4:05 |
| 11.   | Chanson lente                    | 2:46 |
| 12.   | Une chanson qui te ressemblerait | 3:24 |
| 13.   | Les filles de l'aurore           | 4:03 |
| 14.   | Petit comme un caillou           | 2:54 |
| 15.   | Un homme heureux                 | 4:52 |
| 50:40 |                                  |      |

## Classement
| Classement (1991) | Meilleure position |
| ----------------- | ------------------ |
| France (SNEP)     | 6                  |